# Message of the Day

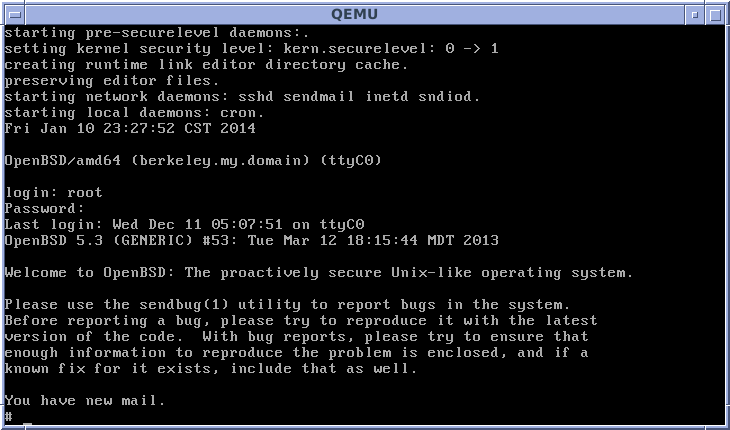
Message d'accueil de la console OpenBSD 5.3.

Message Of The Day, abrégé MOTD en français : « message du jour » est un message envoyé à un logiciel client lors de son identification sur des serveurs (tels que les serveurs IRC, SSH ou encore FTP). Généralement, ce message est utilisé pour afficher les règles, les contacts administratifs, ou encore un dessin ASCII Art.